# Thelypteris gymnosora
Thelypteris gymnosora är en kärrbräkenväxtart som beskrevs av Ponce. Thelypteris gymnosora ingår i släktet Thelypteris och familjen Thelypteridaceae. Inga underarter finns listade.